# Færdselsstyrelsen
Færdselsstyrelsen är en myndighet under transportministeriet i Danmark. Myndigheten administrerar stora delar av trafik- och transportlagstiftningen, inklusive vägtransporter, godkännande och inspektion av fordon, kör- och vilotidsbestämmelser, förarutbildning och körkort. Myndigheten är också rådgivare till Transportministeriet.
Myndigheten bildades ursprungligen 1994. Den lades 15 april 2010 samman med Trafikstyrelsen.
År 2015 separerades den danska trafiksäkerhetsstyrelsen igen och flyttades fysiskt till Amtsgården i Ribe, där den öppnades den 1 februari 2016. Februari 2016  Detta markerades med ett öppet hus-evenemang. I september 2021 flyttade Færdselsstyrelsen till det tidigare Ribe rådhus.
Den låg före 2020 under Trafik-, Bygge- och Boligstyrelsen, men blev då en separat enhet direkt under Transportministeriet..